# Sub Zero Project
Sub Zero Project est un groupe néerlandais de hardstyle. Formé en 2014, il est composé de Thomas Velderman et Nigel Coppen, tous deux producteurs de The Game Changer, l'anthem de Qlimax en 2018, et d'autres succès aux côtés de grands noms de la musique électronique tels que Rockstar avec Timmy Trumpet ou bien Our Church et Amen avec le mécène du hardstyle Headhunterz. 

## Histoire
Nigel Coppen est le fondateur originel de Sub Zero Project, il faisait déjà de la musique sous ce nom avant de contacter Thomas grâce à YouTube. Ils écoutèrent chacun leur musique et s’apprécièrent tellement qu'ils ont formé un duo,.
En 2018, le duo sort The XPRMNT, qui s'accompagne également d'un nouveau concert, avec un changement de tenue vestimentaire. Q-dance choisit le duo pour créer l'hymne de Qlimax 2018, intitulé The Game Changer. Toujours en 2018, le duo fait sa première collaboration avec le producteur australien de house Timmy Trumpet, intitulée Rockstar, qui est l'une des trois collaborations. En avril 2019, ils sortent leur premier album Contagion. Ils sont récompensés dans le DJ Mag Top 100 à la 95e place en 2019.
Ils ont signé chez Dirty Workz[Quand ?]. En 2022, Sub Zero Project sort son deuxième album intitulé Renaissance of Rave. En 2023, le groupe entame une tournée mondiale. En 2024 ils annoncent leur nouveau show intitulé « Robot Ravolution » avec dans ce lot toute leur nouvelle discographie.

## Style musical
Le duo est principalement connu pour composer des musiques qui se rapprochent plus à du rawstyle avec des sonorités de la psytrance. On parle du rawstyle expérimental (le psystyle).

## Discographie

### Albums studio
- 2019 : Contagion (43e des charts néerlandais[9])
- 2022 : Renaissance of Rave

### EP
- 2014 : Scream EP
- 2014 : Let’s Fight EP

### Singles
- 2015 : Funky Shit
- 2015 : Hell on Earth (avec X-Pander)
- 2015 : Hit the Funk
- 2015 : This Is Madness (avec Atmozfears)
- 2015 : Get Your Hands Up
- 2016 : Headbanger (avec Sub Sonik)
- 2016 : Raise Your First (avec Sub Sonik)
- 2016 : Let the Pistol Go
- 2016 : Meltdown (avec Devin Wild)
- 2017 : DRKNSS (avec Da Tweekaz)
- 2017 : The Project
- 2017 : Basstrain (avec GLDY LX)
- 2017 : DSTNY (Emporium 2017 Anthem) (avec Devin Wild)
- 2017 : Stand Strong (Q-BASE 2017 Hangar OST) (feat. Meccah Dawn)
- 2017 : Playing with Fire
- 2018 : Unity (avec LXCPR)
- 2018 : March of the Rebels (avec MC Diesel)
- 2018 : The XPRMNT
- 2018 : We Are the Fallen (avec Phuture Noize)
- 2018 : Rockstar (avec Timmy Trumpet, feat. DV8)
- 2018 : The Game Changer (Qlimax 2018 Anthem)
- 2019 : The Contagion (feat. Christina Novelli)
- 2019 : Darkest Hour (The Clock) (avec D-Block & S-te-Fan)
- 2019 : Patient Zero
- 2019 : Heroes of the Night (Official Intents Festival 2019 Anthem) (avec D-Sturb)
- 2019 : Amen (avec Headhunterz)
- 2019 :  Break the Game (avec Keltek)
- 2019 : The Solution (avec Villain)
- 2019 : The Source (avec Frequencerz)
- 2019 : All Night (feat. Bryant Powell)
- 2019 : Call of the Sacred (avec Phuture Noize)
- 2019 : Be My Guide
- 2019 : All For One
- 2019 : PSYchopath
- 2019 : Face of a Champion (avec Coone)
- 2020 : Rave Into Space
- 2020 : The Remedy (feat. Diandra Faye)
- 2020 : The Silence (of My Sins)
- 2020 : Project X (avec Timmy Trumpet)
- 2020 : Time Machine (avec MC Stretch)
- 2020 : Enter the Realm
- 2021 : Obey No More (avec Warface)
- 2021 : HALO
- 2021 : A New Beginning
- 2021 : Sinners Paradise (avec Rebelion)
- 2021 : Base (avec E-Life)
- 2021 : Fight as One (avec Dimatik)
- 2021 : Trip to Mars (Astronauts)
- 2021 : Rave Culture 2022
- 2022 : Fly with Me
- 2022 : Lions
- 2022 : Renaissance of Rave
- 2022 : Nightmare Nirvana (feat. Diandra Faye)
- 2022 : One Last Time (avec Ran-D)
- 2022 : Live Fast Die Young (avec Rebelion)
- 2022 : Nightwatch Underground
- 2022 : Mind of a Warrior (avec Coone, feat. Atilax)
- 2022 : Soft Ass Shit (avec Timmy Trumpet)
- 2022 : Trinity Till Infinity (avec Devin Wild)
- 2022 : Paradise (avec W&W)
- 2023 : Conquer Your Mind (APEX 2023 OST)
- 2023 : Path of the Warrior (Defqon.1 2023 Anthem)
- 2023 : Illusions
- 2023 : Judgement Day (avec Hardwell)
- 2023 : LFG PSYCHO (avec Mc Stretch)
- 2023 : The Race (avec Vini Vici et Timmy Trumpet)
- 2023 : We Ignite (avec Vertile)
- 2023 : Legends (avec Showtek)
- 2024 : Refuse To Speak
- 2024 : Maze Of Memories (Reverze 2024 Anthem)
- 2024 : TECHNOBOTS
- 2024 : Liberation (avec Hard Driver)
- 2024 : LASER
- 2024 : "Sweet But Psycho"
- 2024 : "Invincible"
- 2024 : "Save Me" (avec Rebellion)
- 2024 : "Robot Ravolution"

### Musiques à venir
- I follow rivers (with Dimitri Vegas & Like Mike)
- We Own The Night (avec Code Black (musicien))
- Mayday
- Lux Aeterna (Sub Zero Projet Remix)
- Monkeys On Acid (feat. Mc Stretch)
- Move your body (with Timmy Trumpet and Dimitri Vegas & Like Mike)
- It Will Be Ok (with Dual Damage)
- Start A Revolution (with D-Block & S-te-Fan)

### Remixes
- 2016 : Frequencerz – Rockstar (sur Frequencerz – Medium Rare)
- 2016 : Digital Punk – Invasion (sur Digital Punk – Adapt or Die)
- 2017: Rob Mayth – Feel My Love (avec Devin Wild)
- 2017 : Rob Mayth – Feel My Love (Nightcore Edit, avec Devin Wild)
- 2017 : DJ Isaac – Burn
- 2018 : Headhunterz – Doomed (sur The Art of Remixes EP)
- 2018 : Yoji Biomehanika – Hardstyle Disco (avec Da Tweekaz)
- 2023 : Brennan Heart, Wildstylez – Lose My Mind

### Participations sur albums
- 2017 : Ready for This (avec Sub Sonik; auf Sub Sonik – Strike One)
- 2017 : Here Comes the Boom (avec E-Force; sur E-Force – The Edge of Insanity)
- 2017 : Wake Up (avec Zatox et Nikkita ; sur Zatox – Oxygen)
- 2017 : Listen to My Shit (avec Warface ; sur Warface – Live for this 2)
- 2018 : Our Church (avec Headhunterz ; sur Headhunterz – The Return of Headhunterz'[10]
- 2019 : Tombs of Immortality (avec Ecstatic ; sur Ecstatic – Change the Game)
- 2020 : Meltdown (Devin Wild 2021 Kick Edit) (avec Devin Wild ; sur Devin Wild – The Journey)
- 2024 : Imma Raver (sur Reverze 2024 Compilation)

### Participations sur EP
- 2014 : Child of Darkness (avec Thyron) (sur Child of Darkness / Dark Emotions)
- 2015 : Madman (avec Atmozfears ; sur Atmozfears – Singularity / Madman / Never Again)
- 2016 : Anything (avec Deepack, feat. MC DL ; sur Madness EP)
- 2016 : Extreme (avec Radical Redemption ; sur Smack Bitches EP)
- 2024 : Underground Business (avec Warface ; sur Rave From The Grave EP)